# Бадья (притока Вуктила)
Бадья́ або Бад-Я (рос. Бадья) — річка в Республіці Комі, Росія, права притока річки Вуктил, правої притоки річки Печора. Протікає територією Вуктильського міського округу.
Річка протікає на південний захід, захід, північний захід, захід, північний захід, південний захід, північний захід, захід, північний захід та південь.
Притоки:
- праві — без назви (довжина 12 км[1]), Бадьявож, без назви (довжина 11 км[2])